# راندي كرين
راندي كرين (بالإنجليزية: Randy Crane)‏ هو محامي وقاضي أمريكي، ولد في 1965 في هيوستن في الولايات المتحدة.